# Harold C. Hollenbeck

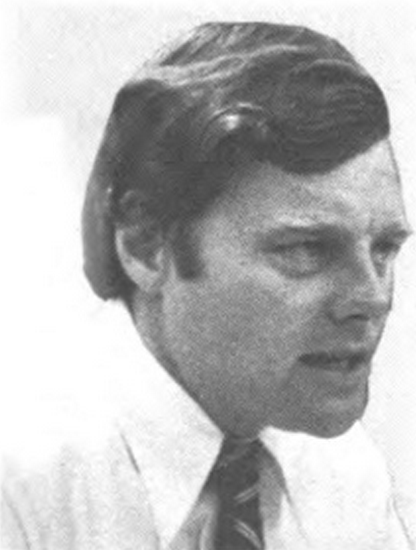
Harold C. Hollenbeck

Harold Capistran Hollenbeck (* 29. Dezember 1938 in Passaic, New Jersey) ist ein US-amerikanischer Jurist und Politiker. Zwischen 1977 und 1983 vertrat er den Bundesstaat New Jersey im US-Repräsentantenhaus.

## Werdegang
Harold Hollenbeck besuchte die öffentlichen Schulen in East Rutherford und studierte danach bis 1961 an der Fairleigh Dickinson University in Rutherford. Nach einem anschließenden Jurastudium an der University of Virginia und seiner 1965 erfolgten Zulassung als Rechtsanwalt begann er in Ridgewood in diesem Beruf zu arbeiten. Gleichzeitig schlug er als Mitglied der Republikanischen Partei eine politische Laufbahn ein. In den Jahren 1967 bis 1969 war er Gemeinderat in East Rutherford. Zwischen 1969 und 1971 saß er als Abgeordneter in der New Jersey General Assembly; danach gehörte er von 1972 bis 1973 dem Staatssenat an. Im Jahr 1968 war er Delegierter zur Republican National Convention in Miami Beach, auf der Richard Nixon als Präsidentschaftskandidat nominiert wurde.
Bei den Kongresswahlen des Jahres 1976 wurde Hollenbeck im neunten Wahlbezirk von New Jersey in das US-Repräsentantenhaus in Washington, D.C. gewählt, wo er am 3. Januar 1977 die Nachfolge von Henry Helstoski antrat. Nach zwei Wiederwahlen konnte er bis zum 3. Januar 1983 drei Legislaturperioden im Kongress absolvieren. Im Jahr 1982 unterlag er dem Demokraten Robert Torricelli. Seit 1987 ist Hollenbeck Richter am New Jersey Superior Court.